# Vilhelm af Poitiers
Vilhelm af Poitiers (ca. 1020 – 1090, engelsk William of Poitiers) var en frankisk præst og historieskriver af normannisk oprindelse. Levede i anden halvdel af 1000-tallet. Forfatter til værket Gesta Guillelmi ducis Normannorum et regis Anglorum, omhandlende Vilhelm Erobrerens liv og gerninger. Værket menes nedskrevet tidligt i 1070’erne.